# Boris I av Bulgarien
Boris I Michail eller Boris I Mikael (bulgariska Борис I Михаил), död 2 maj 907, var bulgarisk khan från 852 till 889 och den förste kristne härskaren över Bulgarien. Han lade Mikael till sitt namn efter sitt dop 864. Han är helgon i östortodoxa kyrkan, och räknas som isapostolos.

## Biografi
Boris behöll sitt lands gränser i stort sett oförändrade genom diplomati och allianser med frankernas kung Karl den skallige, furst Rostislav av Mähren, den bysantinske kejsaren Mikael III, och slutligen kung Ludvig den tyske, trots att han led flera militära nederlag. Hans arméer stred ofta mot Kroatien och Serbien och den tyska monarkin. 863 gjorde ett fredsavtal med Bysantinska riket att Bulgarien återfick delar av Zagora, mot att Boris I blev tvungen att avsluta sin allians med det tyska kungadömet och anta kristendomen.
År 864 blev Boris döpt i sitt residens i Pliska. Han försökte dock inte med kraft omvända adeln. Boris lät avrätta över femtio adelsmän som behöll sin hedniska tro. Andra adelsmän fick beskydd av Vladimir, Boris äldste son och hedning. Vladimir omnämndes som följeslagare till sin far i striderna mot serberna före faderns dop. 
Boris eftersträvade självständighet för Bulgariska ortodoxa kyrkan och höll sig mitt emellan påven i Rom, Nicolaus I, och patriarken av Konstantinopel. Han skickade en speciell delegation till påven som medförde en lista med 115 frågor och återvände med 106 svar, som blev berömda, rörande religion, politik, sedvänjor och personlig tro. Katolska biskopar liksom bysantinska präster tilläts döpa och välsigna folket. År 870 gavs Bulgariska ortodoxa kyrkan autonomi från Patriarkatet i Konstantinopel.
År 893 drog sig Boris tillbaka till ett liv som munk och efterträddes av sin son Vladimir. Med stöd av hedniska adelsmän återinförde Vladimir den äldre religionen, men avsattes av Boris, som tog tillbaka makten och, enligt vissa traditioner, förblindade Vladimir. Hans andre son Simeon tillträdde då tronen och fortsatte sin fars verk. 
Boris var munk vid sin död. I Bulgarien firas han som nationalhelgon och hans festdag är 2 maj. Boris blev ett uppskattat och utbrett ikonmotiv. De flesta avbildningar visar honom som ungdomlig regent med täckt huvud och ett kors i handen. 